# Чимичанга
Чимича́нга (исп. chimichanga) — популярное среди простого населения Мексики острое блюдо мексиканской кухни. Это блюдо готовят в юго-западной американской кухне, техасско-мексиканской кухне и мексиканских штатах Синалоа и Сонора. Впервые делать чимичангу начали в пограничных с США районах Мексики.
Чимичанга напоминает буррито, поджаренное на сковороде или во фритюре. Обычно готовится с мясным фаршем и фасолью, но также существуют варианты с обжаренным мясом, стейком или морепродуктами. В основе лежит тортильяс — тонкие лепёшки из кукурузной муки с начинкой, которые перед подачей ещё раз обжаривают на сковороде.
Примерные ингредиенты, используемые в чимичанге:
- лепёшка пшеничная (тортилья) или лаваш
- растительное масло для жарки
- соус гуакамоле по вкусу
- томатная сальса по вкусу
- сметана густая
- сыр чеддер тёртый
- масло растительное
- луковицы небольшие, мелко нарубленные
- чеснок, мелко нарубленный
- мясо/курица/морепродукты
- чили зелёный, мелко нарубленный (без семян)
- острый перец халапеньо, мелко нарубленный
- перец зелёный сладкий, мелко нарубленный
- картофель отварной средний, нарезанный кубиками
- фасоль отварная